# Helen Iten
Helen Iten (* 1968 in Winterthur) ist eine Schweizer Jazz- und Popmusikerin (Gesang).

## Leben und Wirken
Iten singt, seitdem sie sechzehn ist, in verschiedenen Formationen zwischen Jazz, Pop-, Rock- und Unterhaltungsmusik. An der Musikakademie Basel absolvierte sie ein Gesangsstudium.
Mit Gitarrist Dario Bianchin ist sie als Jazz-Duo seit mehr als 20 Jahren tätig; teilweise bestand um diesen Kern ihr Quintett Florida. Mit dem Gesangsquartett Sam Singers ist sie auf den Alben Swinging Christmas (2002), Samsalabim (2005) und Sentimental Journey (2014) zu hören. Mit der Pianistin Eliane Cueni und der Bassistin Sandra Merk stellte sie in der Gruppe Dirk Eigenkompositionen vor; auf dem Label Elite Special wurden deren CDs How Much You Mean to Me (2004) und Permanentes (2008) veröffentlicht. Weitere Eigenkompositionen und Improvisationen präsentierte sie mit der Pianistin Manuela Keller. Mit dem Nu-Jazz-Quintett Scorpio Electric veröffentlichte sie das Album No Man (Mons Records 2009).
Iten ist zudem als Gesangslehrerin an der Musikschule Konservatorium Zürich tätig.